# Mary Cartwright
Pour les articles homonymes, voir Cartwright.
Mary Lucy Cartwright est une mathématicienne britannique née à Aynho dans le Northamptonshire le 17 décembre 1900 et morte à Cambridge le 3 avril 1998. Elle est une des pionnières de ce qui sera connu plus tard comme la théorie du chaos.

## Biographie
Le père de Mary Cartwright est pasteur et elle est la troisième d'une famille de cinq enfants. Deux de ses frères sont tués pendant la Première Guerre mondiale. Elle est d'abord éduquée à domicile, par ses gouvernantes, puis scolarisée vers l'âge de onze ans, à Leamington, et ensuite à Salisbury. Longtemps, sa matière préférée est l'histoire et son goût pour les mathématiques ne s'affirme qu'en dernière année, sous l'influence d'une enseignante autodidacte, Miss Hancock.
En octobre 1919, elle entre au St Hugh's College de l'université d'Oxford. Seules cinq femmes y étudient les mathématiques à l'époque. À la fin de sa troisième année à Oxford, la lecture de A Course of Modern Analysis de Whittaker et Watson marque un tournant dans sa vie académique et elle rejoint les cours de G. H. Hardy.
En 1923, Mary Cartwright obtient son diplôme avec la mention first class. 
Afin d'être indépendante, elle enseigne les mathématiques dans une école à Worcester puis à Buckinghamshire. Quatre ans plus tard, elle revient à Oxford pour commencer une thèse sous la direction de Hardy puis Titchmarsh intitulée The zeros of integral functions of special types.
Elle soutient sa thèse en 1930 avec John Littlewood comme examinateur externe. Elle continue dès lors ses recherches au Girton College et, en 1935, elle obtient un poste de lecteur dans ce même établissement. En 1948, Girton College devient membre à part entière de l'université de Cambridge et, en 1949, Mary Cartwright est nommée principale du collège, succédant dans cette fonction à Kathleen Butler.
En 1951-1952, elle préside la Mathematical Association (en). En 1956, elle est membre de la délégation de la Royal Society qui visite l'Union soviétique à l'invitation de l'Académie des sciences. De 1957 à 1960, elle est élue présidente de la Cambridge Association of University Women. Enfin, en 1959, elle occupe un poste d'assistant (reader) en Theorie of functions, poste qu'elle conserve jusqu'à son départ à la retraite en 1968. Elle est remplacée à la tête du collège par Muriel Bradbrook.
Après son départ à la retraite, elle participe à l'édition des œuvres complètes de G. H. Hardy, puis intervient dans de nombreuses universités d'Europe et des États–Unis, continuant par ailleurs pendant longtemps à publier des articles de recherche.
Elle meurt le 3 avril 1998.

## Travaux
Les contributions de Mary Cartwright recouvrent de nombreux domaines : fonctions réelles ou complexes, holomorphes, topologie, équations différentielles, oscillations non linéaires, systèmes dynamiques, chaos.
Le premier porte sur les séries de Dirichlet et la méthode de sommation d'Abel. À son arrivée à Cambridge, elle s'intègre au séminaire de Littlewood et se penche sur l'ordre de grandeur du module des fonctions multivalentes. C'est le « théorème de Cartwright ».
Pendant une dizaine d'années, elle continue d'explorer le monde des fonctions entières, méromorphes, analytiques, etc., et en particulier leur comportement asymptotique ou les phénomènes survenant aux frontières fractales. Elle étudie également les moyennes de Cesàro et les moyennes de Hölder de fonctions analytiques.
En janvier 1938, ses recherches prennent une nouvelle orientation, à la suite d'une demande des ingénieurs radio du département de la recherche scientifique et industrielle. Pour résoudre un problème technique, elle noue une collaboration d'une dizaine d'années avec Littlewood : ce sera l'étude du chaos.
En 1947, elle est élue membre de la Royal Society et, bien qu'elle n'ait pas été la première femme à y être élue, elle est la première mathématicienne.

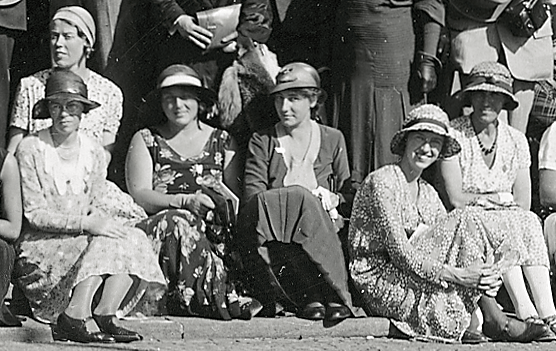
Mary Cartwright (à droite) au Congrès international des mathématiciens de 1932.

## Honneurs et distinctions
- 1947 : membre de la Royal Society
- 1950 : British Mathematical Colloquium plenary speaker
- 1951 : British Mathematical Colloquium morning speaker
- 1961-1963 : présidente de la London Mathematical Society[7]
- 1964 : médaille Sylvester[4]
- 1968 : médaille De Morgan[10]
- 1968 : membre de la Royal Society of Edinburgh
- 1969 : dame commandeur de l'ordre de l'Empire britannique

## Publications
Mary Cartwright publie ou copublie de nombreux articles dont :
- (en) M. L. Cartwright, « The zeros of certain integral functions », Quarterly J. Math., vol. 1, no 1, 1930, p. 38–59
- (en) J. E. Littlewood et M. L. Cartwright, « On non-linear differential equations of the second order », J. London Math. Soc., vol. 20, 1945, p. 180
- (en) P. C. Parks et M. L. Cartwright, « A new proof of the Routh-Hurwitz stability criterion using the second method of Liapunov », Proc. Cambridge Phil. Soc., vol. 58, no 4, 1962, p. 694
- (en) M. L. Cartwright, « From non-linear oscillations to topological dynamics », J. London Math. Soc., vol. 39, 1931 (1964)

Elle a participé à la publication des articles de G. H. Hardy :
- (en) Collected papers of G. H. Hardy, edited by a committee appointed by the London Mathematical Society, Oxford, Clarendon Press, 1966-1979, 7 vol.